# Čang En-chua
Čang En-chua (čínsky pchin-jinem Zhāng Ēnhuā, znaky zjednodušené 张恩华; 28. dubna 1973, Ta-lien – 29. dubna 2021) byl čínský fotbalový obránce.

## Klubová kariéra
Na klubové úrovni hrál za Ta-lien Š’-te, Grimsby Town FC, Tchien-ťin Teda a South China AA. S týmem Ta-lien Š’-te získal sedm mistrovských titulů a jedno vítězství v poháru.

## Reprezentační kariéra
Za reprezentaci Číny nastoupil v letech 1995–2002 celkem v 59 reprezentačních utkáních a dal 5 gólů. Byl členem reprezentace Číny na Mistrovství světa ve fotbale 2002, nastoupil ve 2 utkáních.